# Lecania ryaniana
Lecania ryaniana är en lavart som beskrevs av van den Boom. Lecania ryaniana ingår i släktet Lecania och familjen Ramalinaceae.   Inga underarter finns listade i Catalogue of Life.